# لی ژیائوپنگ (ژیمناست)
لی ژیائوپنگ (به چینی: 李小鹏 - Li Xiaopeng) ورزشکار مرد رشتهٔ ژیمناستیک اهل کشور چین است. وی در بین سال‌های ‎۲۰۰۰ تا ۲۰۰۸ میلادی در مسابقات بازی‌های المپیک تابستانی در مجموع ۵ مدال، شامل ۴ مدال طلا و ۱ برنز را کسب کرد.